# Långvikavan
Långvikavan är en sjö i Robertsfors kommun i Västerbotten och ingår i Mångbyån-Kålabodaåns kustområde. Långvikavan ligger i Hertsånger Natura 2000-område.